# Adrienne Adams (Leichtathletin)
Adrienne Adams (* 30. Januar 2000 in Portmore) ist eine jamaikanische Leichtathletin, die sich auf den Diskuswurf spezialisiert hat.

## Sportliche Laufbahn
Erste internationale Erfahrungen sammelte Adrienne Adams im Jahr 2019, als sie bei den U20-Panamerikameisterschaften in San José mit einer Weite von 50,90 m den vierten Platz im Diskuswurf belegte. Zudem begann sie im selben Jahr ein Studium an der University of Central Florida in den Vereinigten Staaten. 2023 gewann sie bei den Zentralamerika- und Karibikspielen in San Salvador mit 55,43 m die Bronzemedaille hinter der Kubanerin Silinda Oneisi Morales und Alma Pollorena aus Mexiko. Anschließend belegte sie bei den Panamerikanischen Spielen in Santiago de Chile mit 55,55 m den achten Platz.